# Кабанбайський сільський округ (Маканчинський район)
Кабанба́йський сільський округ (каз. Қабанбай ауылдық округі, рос. Кабанбайский сельский округ) — адміністративна одиниця у складі Маканчинського району Абайської області Казахстану. Адміністративний центр та єдиний населений пункт — село Кабанбай.
Населення —  (2021; 4396 у 2009, 4459 у 1999, 5241 у 1989).
Станом на 1989 рік існувала Жарбулацька сільська рада (села Жарбулак, Узинбулак).

## Склад
До складу округу входять такі населені пункти:
| Населений пункт | Старі назви | Населення, осіб (1989) | Населення, осіб (1999) | Населення, осіб (2009) | Населення, осіб (2021) |
| --------------- | ----------- | ---------------------- | ---------------------- | ---------------------- | ---------------------- |
| Кабанбай, село  | Жарбулак    | 5194                   | 4459                   | 4396                   | 3929                   |
| Узинбулак, село | -           | 47                     | -                      | -                      | -                      |